# Jeroen van der Veer
Jeroen van der Veer (nascido em 27 de outubro, 1947 em Utrecht, Holanda) é o CEO da Philips e ex-CEO da Royal Dutch Shell, grupo no qual começou a trabalhar em 1971. É mestre em economia pela Universidade Erasmus de Roterdão e tem doutorado honoris causa pela Universidade de Port Harcourt, na Nigéria.